# أموكسيسيلين

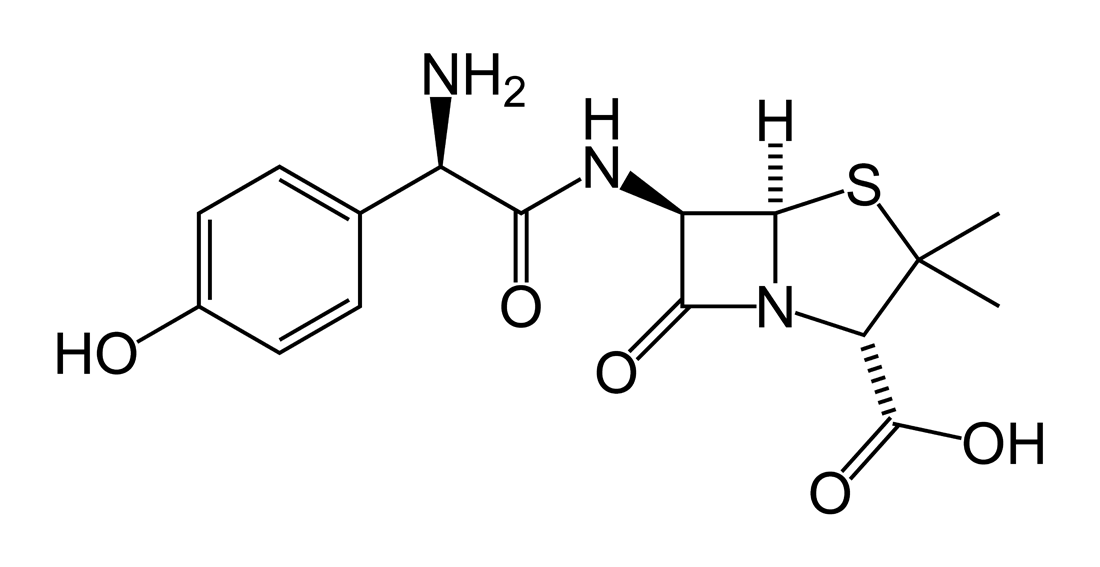
التركيب الكيميائي

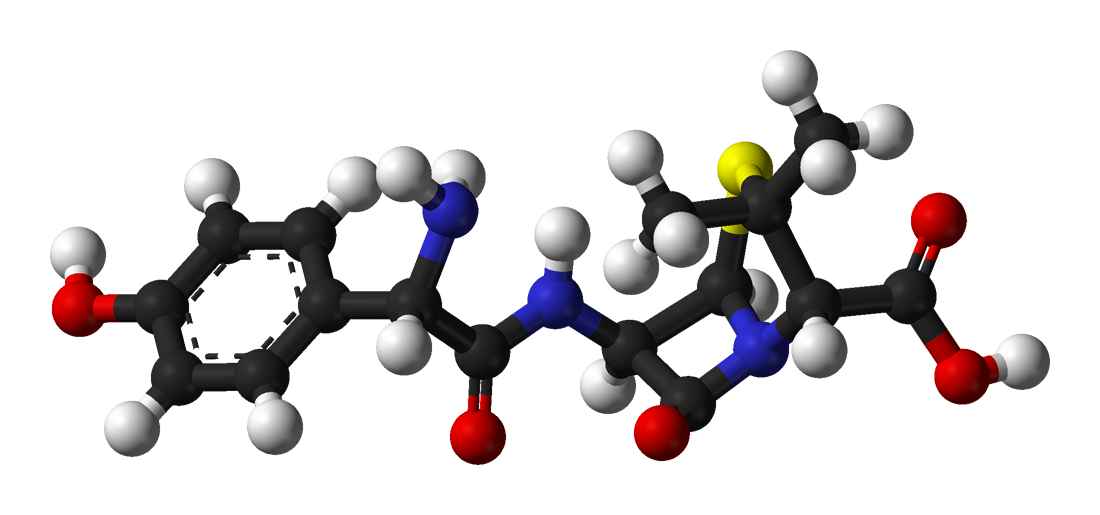
مجسم التركيب